# ビクターミュージックアーツ
ビクターミュージックアーツ株式会社（英語：Victor Music Arts, Inc.）は、東京都渋谷区に本社を置く日本の音楽出版社、芸能プロダクションである。旧社名はビクター・ミュージックパブリッシング株式会社、前身はビクター音楽出版株式会社であった。

## 沿革
- 1961年12月 - ビクターエンタテインメント株式会社在籍アーティストへの楽曲提供や音楽著作権管理を主たる事業として『ビクター音楽出版株式会社』を設立。
- 2004年1月 - ビクターエンタテインメントが、経営資源の集中と選択および最適配置を目指し、音楽パッケージビジネスとグループ内コンテンツ事業の強化に向けた事業体再編の一環として、関係会社4社『ビクター音楽出版株式会社』、『株式会社ヒット・バイブ』、『株式会社ビクタークリエイティブ・エージェンシー』、『株式会社ビクター・ミュージカルトレーディング』を統合合併し、新社名を『JVCエンタテインメント・ネットワークス株式会社』として設立[2]。
- 2007年4月 - JVCエンタテインメント・ネットワークスが音楽著作権管理事業を分社化し、『ビクター・ミュージックパブリッシング株式会社』を設立。
- 2009年1月 - 日本ビクター株式会社と株式会社ケンウッドが経営統合した共同持株会社JVC・ケンウッド・ホールディングス株式会社が、音楽や映像などのエンターテイメント事業の再編を行うため、ビクターエンタテインメントとJVCエンタテインメント（旧社名：JVCエンタテインメント・ネットワークス）を統合すると発表。JVCエンタテインメントが行なっていたアーティストマネジメント事業をビクター･ミュージックパブリッシングに統合し、同社が音楽著作権管理やアーティストマネジメントを担当することとなった[3]。
- 同年4月1日 - 社名を『ビクターミュージックアーツ株式会社』に変更[4]。併せてビクター系の音楽芸能プロダクションであるビクター音楽芸能（1957年設立、2009年3月末解散）の業務を継承[5]
- 同年8月1日 - 日本音楽事業者協会の正会員となる[6]。

## 所属タレント
※2025年1月現在

### Victor Music Arts

#### アーティスト
- 171
- 夏川りみ
- ヒグチアイ
- 小松亮太
- 松浦航大
- 青い
- Kaco
- つじあやの
- むぎ（猫）
- キュウソネコカミ
- kobore
- SHE'S
- THE BACK HORN
- Hello Hello

#### 俳優・タレント
- 駒田一
- 村岡哲至
- 屋比久知奈
- 麻生夏子
- 白井美海
- 齋藤里菜
- 大久保眞希
- ユーリック永扇
- 東郷姫奈
- 千葉大将
- ちゃーはん天野

#### 芸人
- 響
- ねこじゃらし
- 甘味処
- Dr.プリンセス
- 大葉かやろう
- 愛のゼブラ
- プーケットマーケット
- ヤギヌマスケッチ
- 週刊少年ハート
- いつものとうたに
- 中西さん
- 劇的トライアングル
- シロハタ
- ぎったんばっこん
- エコブロック
- 秋山シュン
- けいちゃんガチャ
- さんぽ
- ブレイクジェンガ
- しおさい
- リンリン
- まこっちゃん
- 武器の行く様
- にこさ
- ペコペコマン
- 豆腐メンタルおから
- 海の月
- ジュネ
- カオル・ルイス
- シトウチダ
- トライクレヨン
- クマドリネオン
- 桜トンカツ
- あんぶらんど
- おちゃめっ！
- ほよよ

#### 演出家・作詞・脚本家
- 菅野こうめい
- 鈴木アツト
- Ryo Kaneyasu
- Shiomi Wada
- 三島有紀子

### e-stone music

#### 声優・歌手
- 大渕野々花
- 中島怜

### Wonderwave
ジャンルにとらわれない様々な表現者をマネジメントする部門として2017年3月に発足。現在は所属者はおらず、ビクターミュージックアーツのお笑いプロジェクト名となっている。

## 所属プロデューサー
※2023年10月現在
- WEST GROUND

## 元所属者

### 元所属アーティスト
- aoiro
- アキダス
- 杏沙子
- 岡平健治
- ORESKABAND
- 感傷ベクトル
- 財津和夫
- 佐久間みなみ
- 柴田淳
- 鈴木みのり
- 玉木正昭
- Tulip
- ドアノブロック
- 中島愛
- 林あさ美
- 広瀬香美
- 浮遊スル猫
- 横田はるな
- LOVE PSYCHEDELICO
- リリィ、さよなら。

### 元所属俳優・タレント
- 四天王
- 永井佑一郎
- 泣くなよ
- 緑川百々子
- MICHI
- 森下千里[7]
- 若松渓太
- きつね日和

### 元所属スペシャリスト
- 田岡なつみ
- 古谷有海
- 舟橋明恵（エージェント契約）
- 国本綾（エージェント契約）
- UMMMI.（エージェント契約）
- 高山聡一郎

### 元所属プロデューサー
- 亜蘭知子 - 元ビーイング所属プロデューサー
- 池間史規
- 江口正祥
- OZA（尾崎力）
- 織田哲郎 - 元ビーイング所属プロデューサー・アーティスト
- 柿島伸次 - flying DOGと専属アーティスト兼アレンジャーとして契約
- 加藤崇
- KATSUMI
- 川端芽久美
- 木村玲
- 木村有希 - エージェント契約
- 近藤正樹
- 齊藤和夫
- 佐藤晃（infix）
- 佐藤研二
- 澤近泰輔
- 篠原麻梨
- JAZZY-KANAI
- 高田耕至 - 大阪芸術大学音楽学科 学科長・教授（現在）
- 堤秀樹
- DJ Soma（相馬順一）
- 都筑孝
- 永井ルイ
- 中村裕介
- 西本明
- 野澤孝智
- 塙一郎
- 星克典
- 本田毅
- 松井常松
- Mitchie M - エージェント契約
- 大和女幸
- ラスマス・フェイバー - エージェント契約
- Richard Nakano
- Rina Moon

## 関連会社
- ビクターエンタテインメント
- フライングドッグ
- JVCエンタテインメント
- JVCネットワークス株式会社
  - エルアンドエル・ビクターエンタテインメント
- スピードスター・ミュージック